# Средний Хаджох
Средний Хаджох — река в России. Протекает в Республике Адыгея по территории Майкопского района.
Берёт начало севернее хутора Весёлый Каменномостского сельского поселения, ниже посёлка Каменномостский впадает в реку Белую в 162 км от её устья по правому берегу. Длина реки составляет 10 км, площадь водосборного бассейна — 36,3 км².

## Данные водного реестра
По данным государственного водного реестра России и геоинформационной системы водохозяйственного районирования территории РФ, подготовленной Федеральным агентством водных ресурсов:
- Бассейновый округ — Кубанский
- Речной бассейн — Кубань
- Водохозяйственный участок — Белая